# Gustav Schürmann

Gustav Schürmann, um 1920

Gustav Schürmann (* 17. Mai 1872 in Isselhorst; † 18. Dezember 1962 in Leipzig) war ein Ingenieur, früher deutscher Automobilkonstrukteur und Unternehmer, der unter anderem für die Fahrzeugfabrik Eisenach AG und Dux-Automobil-Werke AG tätig war.

## Leben und Werk

Erste Konstruktion, 1888

Gustav Schürmann wurde als Sohn von Luise und Wilhelm Schürmann geboren, sein Vater war Schlosser, Mechaniker und später Maschinenfabrikant und Gießereibesitzer im westfälischen Isselhorst. Noch während der Zeit des Besuches der Dorfschule baute er als 16-Jähriger einen funktionierenden Benzinmotor mit 0,25 PS, den er auf ein Kinderwagengestell montierte. Nach der Zeit als Lehrling in der Gießerei und Maschinenfabrik seines Vaters besuchte Schürmann das Technikum in Einbeck, eine höhere Fachschule für Maschinenbau und Elektrotechnik. Unterbrochen wurde diese Ausbildungszeit durch einen zweijährigen Militärdienst im 4. Lothringischen Infanterie-Regiment Nr. 136 in Dieuze.
1897 beendete er das Fachschulstudium in Einbeck als Maschinenbauer und fand für zwei Jahre eine erste Anstellung in den ursprünglich von Michael Flürscheim gegründeten Eisenwerken Gaggenau, wo er als Konstrukteur von Werkzeug- und Dampfmaschinen tätig war. Schon hier beschäftigte er sich mit dem Bau von Kleinmotoren für Zweiräder. Von Oktober 1899 bis Anfang 1903 arbeitete Schürmann in den HELIOS-Fahrradwerken Bilgeri, Wurzer & Co. in Bregenz-Laiblach, wo er für den neu geschaffenen Fertigungszweig für HELIOS-Motorwagen verantwortlich war. Bereits im Jahr 1900 wurde eine von ihm entwickelte Voirturette mit Heckantrieb und Riemengetriebe vorgestellt, ein zweites Automobil mit Frontantrieb folgte 1902. Daneben wurden unter Schürmann drei einzelne Lastkraftwagen erbaut sowie von ihm mindestens zwei Motorräder konstruiert Die Motoren selbst wurden von der Fabrique de Moteurs et de Machines ZL (Zedel) aus der Schweiz bezogen.
Unmittelbar nach seiner Zeit in Bregenz übernahm Schürmann 1903 die Organisation der Produktion in den Betriebsstätten der Fahrzeugfabrik Eisenach AG. Hier war er außerdem für die Konstruktion von Dixi-Automobilen mitverantwortlich. 1904 war er Mitgründer der Automobiltechnischen Gesellschaft, aus der später die VDI-Gesellschaft Fahrzeug- und Verkehrstechnik hervorging. 1905 heiratete Gustav Schürman in Isselhorst die aus Einbeck stammende Marie Kellermann (1881–1965), aus der Ehe gingen mehrere Kinder hervor.
1908 beendete er seinem Tätigkeit in Eisenach und nahm seine Arbeit bei den Polyphon Musikwerken AG in Wahren bei Leipzig auf, die schon seit 1904 mit der Lizenzproduktion des Polymobils Gazelle nach dem Curved Dash Oldsmobile Runabout von Oldsmobile Fahrzeuge herstellten. Schürmann wurde Leiter, Chefkonstrukteur und Prokurist der Automobilabteilung, bereits im Jahr seiner Anstellung baute er die Produktionsanlagen zu einer modernen Automobilfabrik für rationelle Serienfertigung aus. 1909 wurde die erste Eigenentwicklung unter dem Namen Dux vorgestellt, 1913 entwickelte er den ersten Dux-Lastkraftwagen mit 3 Tonnen Nutzlast. 1916 wurde die Dux Automobilwerke AG als eigenständiges Unternehmen gegründet, Schürmann wurde Vorstandsmitglied und leitender Fabrikdirektor. Neben normalen Personenkraftwagen wurden in der Folgezeit von ihm unter anderem Geschäftsfahrzeuge, Omnibusse, Einsatzfahrzeuge für Feuerwehr, Polizei und Krankentransporte konstruiert und gebaut. Im Jahr 1919 trat er mit der Dux Automobilwerke AG der Firmengruppe Deutscher Automobil-Konzern (DAK) bei, einer bis 1926 bestehenden gemeinsamen Verkaufsorganisation zusammen mit Presto, Magirus und Vomag. 1926 übernahmen die Presto-Werke Günther & Co. Dux, die wiederum 1927 von der Nationalen Automobil-Gesellschaft (NAG) aufgekauft wurden. Nachdem 1931 die Lastkraftwagen-Abteilung der NAG mit der Heinrich Büssing Automobilwerke AG zur Büssing-NAG, Vereinigte Nutzkraftwagen AG fusionierte, baute Schürmann in Leipzig als Werksleiter Leichtlastwagen für Büssing weiter. Im Jahr 1933 wurde er Vorstandsmitglied bei Büssing, unter anderem entwickelte und produzierte Schürmann in Leipzig nun Lastkraftwagen für die Wehrmacht und seit 1938 das Fahrgestell eines Panzerspähwagens. 1940 verließ er den Büssing-Vorstand auf eigenen Wunsch, bis zu seinem Eintritt in den Ruhestand 1945 leitete er das Werk Leipzig.

## Fahrzeugkonstruktionen (Auswahl)
| Typ                                        | Bauzeitraum   | Zylinder | Hubraum  | Leistung                | Vmax     | Getriebe       | Gewicht | Nutzlast |
| ------------------------------------------ | ------------- | -------- | -------- | ----------------------- | -------- | -------------- | ------- | -------- |
| HELIOS Leichtes Motorrad                   | ca. 1903–1904 | 1        | 170 cm³  | 1 PS (0,74 kW)          | 020 km/h | 1 Vorwärtsgang |         |          |
| HELIOS Leichtes Motorrad                   | ca. 1903–1904 | 1        | 205 cm³  | 1,5 PS (1,1 kW)         |          |                | 046 kg  |          |
| Dux Typ E12 (6/12 PS)                      | 1909–1913     | 4 Reihe  | 1546 cm³ | 18 PS (13,2 kW)         | 055 km/h | 3-Gang         | 0850 kg |          |
| Dux Typ D12 (6/16 PS)                      | 1910–1912     | 4 Reihe  | 1546 cm³ | 18 PS (13,2 kW)         | 060 km/h | 3-Gang         | 0950 kg |          |
| Dux Typ G21 (8/22 PS)                      | 1910–1913     | 4 Reihe  | 2038 cm³ | 21 PS (15,4 kW)         | 070 km/h | 4-Gang         | 1050 kg |          |
| Dux Typ F6 Torpedo-Doppelphaeton (6/18 PS) | 1912–1920     | 4 Reihe  | 1546 cm³ | 18 PS (13,2 kW)         | 070 km/h | 3-Gang         | 0970 kg |          |
| Dux Typ K24 (9/24 PS)                      | 1912–1918     | 4 Reihe  | 2125 cm³ | 24–28 PS (19,1–20,6 kW) | 080 km/h | 4-Gang         | 1025 kg |          |
| Dux Typ G10 (10/30 PS)                     | 1912–1918     | 4 Reihe  | 2597 cm³ | 30 PS (22 kW)           | 080 km/h | 4-Gang         | 1225 kg |          |
| Dux-Lastwagen L.T. (10/30 PS)              | ab ca. 1912   |          | 654 cm³  | 30 PS (22 kW)           |          |                |         | 1000 kg  |
| Dux-Lastwagen L.I. (17/40 PS)              | ab ca. 1914   |          | 2000 cm³ | 40 PS (29,4 kW)         |          |                |         | 2000 kg  |
| Dux-Lastwagen L.O. (22/50 PS)              | ab ca. 1914   |          | 1430 cm³ | 50 PS (37 kW)           |          |                |         | 3000 kg  |
| Dux-Lastwagen A.L.Z. (24/55 PS)            | ab ca. 1914   |          | 1560 cm³ | 55 PS (40,5 kW)         |          |                |         | 4000 kg  |
| Dux Typ S (17/50 PS)                       | 1920–1924     | 4 Reihe  | 4396 cm³ | 50 PS (37 kW)           | 100 km/h | 4-Gang         | 1720 kg |          |
| Dux Typ R (17/70 PS)                       | 1924–1926     | 6 Reihe  | 4433 cm³ | 70 PS (44 kW)           | 110 km/h | 4-Gang         | 1850 kg |          |

Auswahl an Konstruktionen von Gustav Schürmann
Dux Typ Typ E12, 1909
Dux Typ D12, um 1910
Dux Typ K24, 1911
Dux Geschäftswagen, 1917
Dux Lastkraftwagen Typ L.O., 1917
Dux Omnibus, 1917
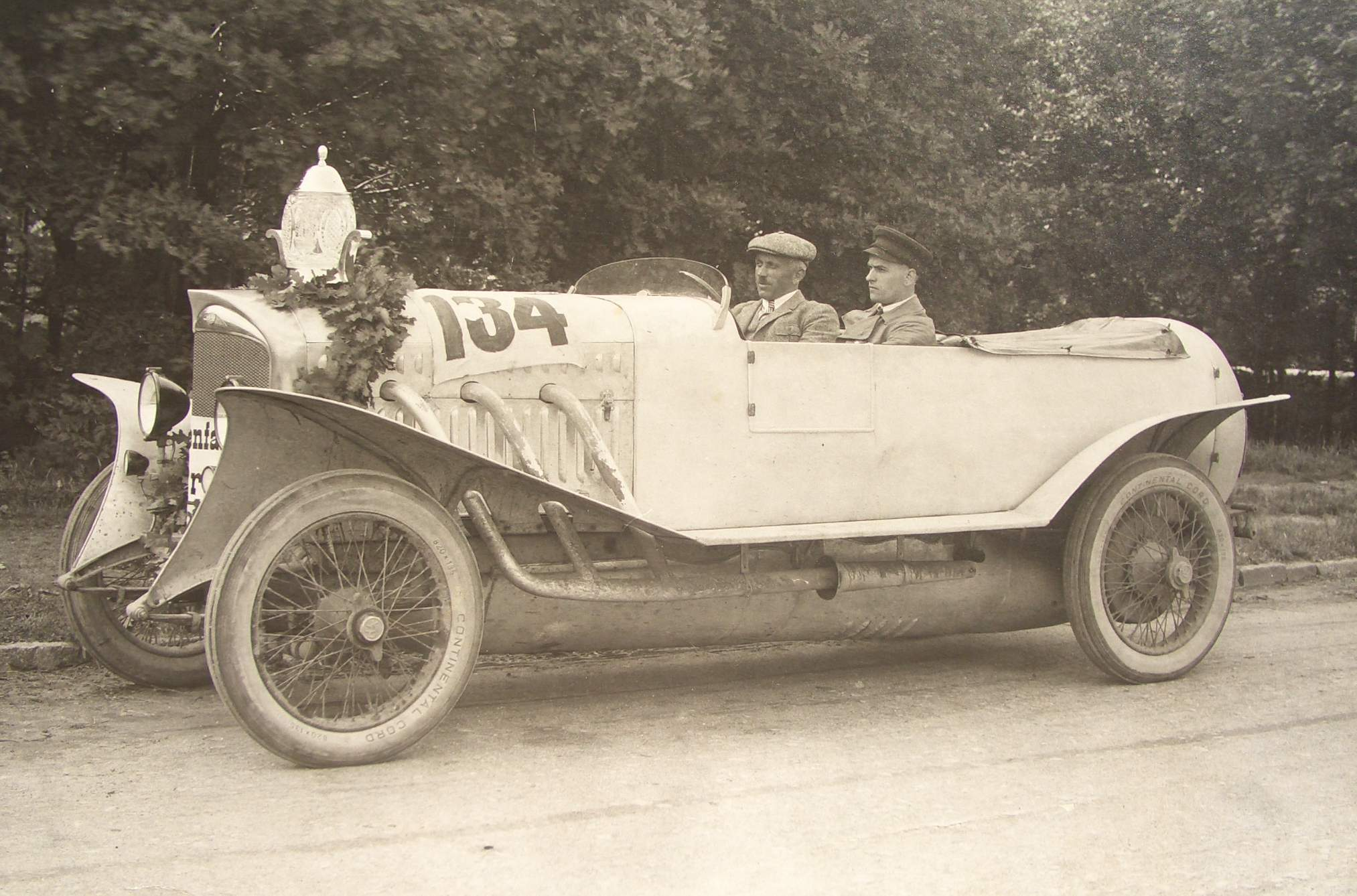
Dux Typ R, 1924

## Wettfahrten (Auswahl)
Schürmann nahm selbst an Wettfahrten und Rennen teil, die mit von ihm (mit)konstruierten Tourenwagen gefahren wurden:
- 1907: III. Herkomer-Konkurrenz von Dresden nach Frankfurt am Main (mit Dixi), 1818,7 km: Goldplakette[6][14]
- 1907: 2. Kesselbergrennen (mit Dixi), 6 km: 3. Platz[15]
- 1909: Internationale Preissternfahrt des Mitteldeutschen Automobil-Clubs nach Eisenach, 1645 km: 3. Preis
- 1910: Internationale Prüfungsfahrt für kleine Wagen: Goldene Medaille
- 1910: 3. Prinz-Heinrich-Fahrt von Berlin nach Homburg (mit Dux K24), 1944,6 km: als einziger Tourenwagen strafpunktfrei (Prinz-Heinrch-Plakette)
- 1911: Sternfahrt nach Naumburg, 693 km: 3. Preis
- 1912: Internationale Prüfungsfahrt für leichte Wagen: Große Goldene Medaille
- 1912: Preistourenfahrt anlässlich des 17. Deutschen Bundesschießens nach Frankfurt am Main: 4. Preis
- 1913: Völkerschlacht-Jubiläumsfahrt des Leipziger Automobil-Clubs (mit Dux F6): 1. Preis

## Ehrung
Im Jahr 1925 erhielt Schürmann durch die Technische Hochschule Karlsruhe den Ehrentitel Doktor-Ingenieur e. H.